# Керченское викариатство
Ке́рченское викариа́тство — викариатство, действовавшее в составе Сурожской епархии (1990—2017) Русской православной церкви.

## История
Викариатство образовано в 1920-х годах в составе Симферопольской епархии.
20 июля 1990 года восстановлено по просьбе митрополита Антония (Блума) для помощи в управлении Сурожской епархией.
В 2012 году была образована Феодосийская епархия, правящий архиерей которой получил титул «Феодосийский и Керченский».

## Епископы
Викарии Симферопольской епархии
- Александр (Раевский) (26 июня 1924 — 19 марта 1928)
- Владимир (Горьковский) (19 марта 1928 — 1 марта 1929)

Викарии Сурожской епархии
- Анатолий (Кузнецов) (20 июля 1990 — 27 декабря 2001)
- Иларион (Алфеев) (14 января 2002 — 17 июля 2002)
- Анатолий (Кузнецов) (17 июля 2002 — 4 мая 2017)